# 霍恩·赫克

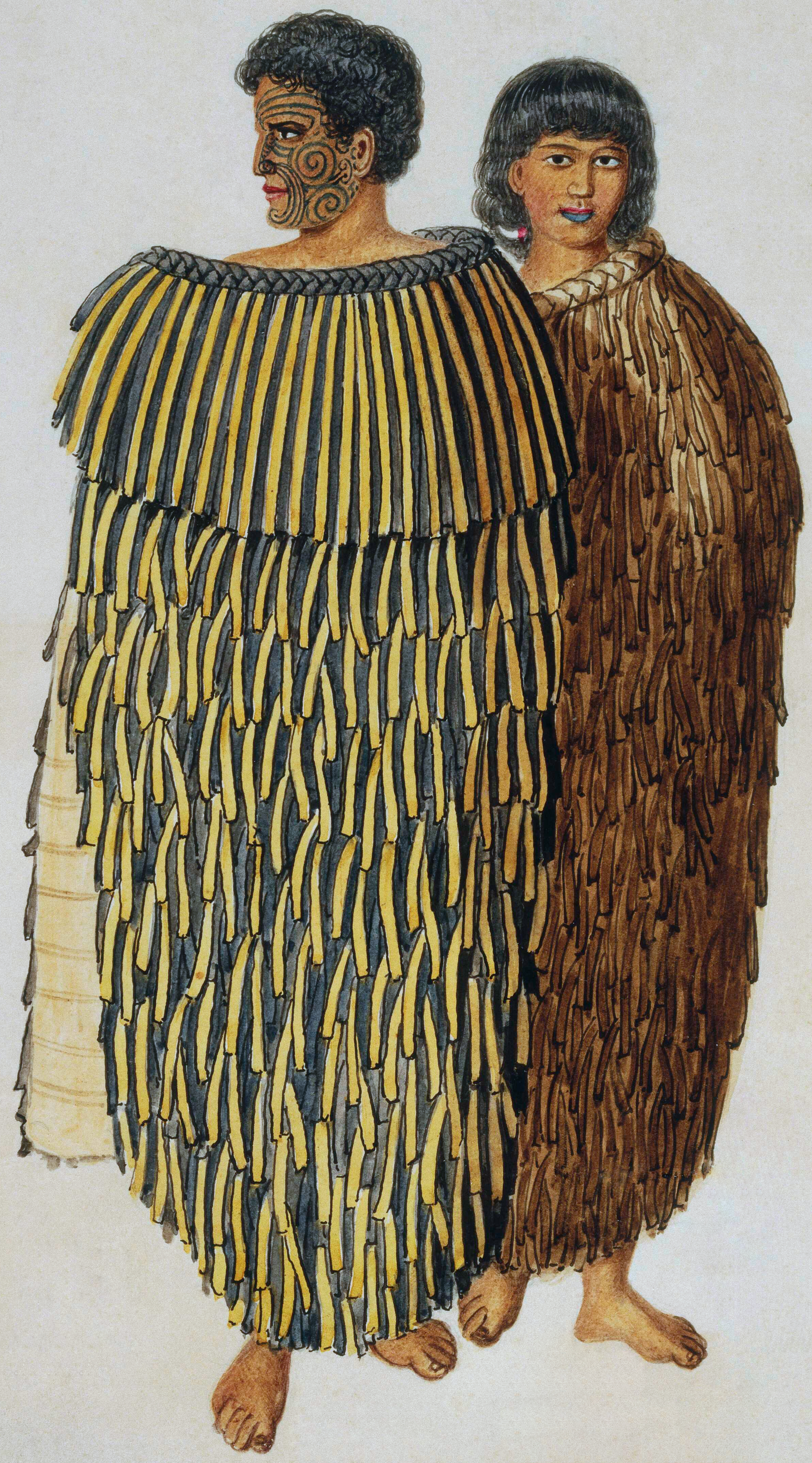
霍恩·赫克

霍恩·威雷缪·赫克·普凯（—1850年8月6日）是一位毛利战酋。他被认为是第一次毛利战争的主要发动者之一，而他也是懷唐伊條約的首位毛利人簽署者。
希基生于岛屿湾的帕卡拉卡，是恩加普伊部落成员。他在凯科希地区长大，在部落战争中艰难的幸存下来。后来参加了凯里凯里的传教学校，受到传教士亨利·威廉姆斯影响。他和妻儿都皈依了基督教，自己还当了牧师。
不过希基主要以参加一系列战争而知名，他参加了1830年的科罗拉瑞卡战役，蒂托尔的远征，后在1837年与蒂托尔一起反抗波马尔二世。